# Antonius van den Broek

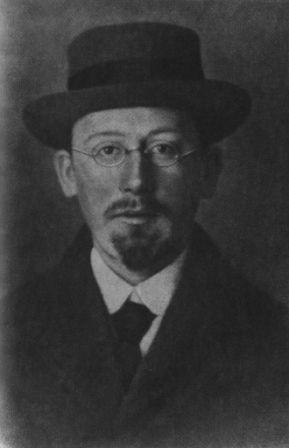
Antonius van den Broek

Antonius Johannes van den Broek, auch Anton Van den Broek, (* 4. Mai 1870 in Zoetermeer; † 25. Oktober 1926 in Bilthoven) war ein niederländischer Ökonometriker und Amateurnaturwissenschaftler.
Van den Broek studierte Jura an der Universität Leiden mit der Promotion 1895. Außerdem studierte er drei Jahre an der Sorbonne. Bis 1900 arbeitete er als Anwalt in Den Haag. Danach studierte er in Wien mathematische Ökonometrie bei Carl Menger und war auch in Leipzig und Berlin. Ab 1903 wandte er sich der Atomphysik zu. Seinen ersten Artikel über das Periodensystem 1907 während er in Noordwijk wohnte. Er war aber nie mit einer Universität verbunden.
Während frühe Versionen des Periodensystems die Atomgewichte als Ordnungsprinzip verwendeten, war Van den Broek der Erste, der Atomladungen zur Anordnung der chemischen Elemente vorschlug (1911). Im sogenannten Trilogie-Aufsatz nimmt Niels Bohr ausdrücklich Bezug auf diese Arbeiten. Eine experimentelle Bestätigung erfuhr dieses Ordnungssystem durch die Röntgenspektroskopie von Henry Moseley (1913). Sein Beitrag wurde später fast völlig vergessen. Dazu trug auch bei, dass viele seiner Ideen aus heutiger Sicht überholt sind. So wollte er alle Elemente aus Alphonen, halben Alphateilchen aus zwei Protonen aufbauen, wobei er auf den frühen Entdeckungen der Kernphysik von Ernest Rutherford (Alpha- und Betazerfall) aufbaute. Außerdem konzipierte er ein dreidimensionales periodisches System aus fünf Gruppen mit jeweils drei Gruppen von 8 Elementen (insgesamt 120). Angeordnet waren sie in Schritten von zwei Atomgewichts-Einheiten. Aus den damaligen Daten von Rutherford und Barkla meinte er, dass das Atomgewicht in etwa doppelt so hoch war wie die Ladung.
1896 heiratete er Elisabeth Mauve, Tochter des Malers Anton Mauve.

## Werke
- A.J. van den Broek: Das α-Teilchen und das periodische System der Elemente. In: Annalen der Physik. Band 328, Nr. 6, 1907, S. 199–203, doi:10.1002/andp.19073280614.
- A. van den Broek: The Number of Possible Elements and Mendeléff's “Cubic” Periodic System. In: Nature. Band 87, 1911, S. 78, doi:10.1038/087078b0.
- A. van den Broek: Intra-atomic Charge. In: Nature. Band 92, 1913, S. 372–373, doi:10.1038/092372c0.